# Elysa Ayala
Elysa Ayala (1879-1956) là một nhà văn và họa sĩ người Ecuador.

## Văn chương
Elysa Ayala là người phụ nữ đầu tiên ở Ecuador viết những câu chuyện về các vấn đề của montubios, những người nông dân nghèo và đơn giản đến từ bờ biển Ecuador, trong các tác phẩm của mình, vượt xa phong tục của thời đại. Bất chấp bầu không khí phân biệt giới tính và bảo thủ ở Ecuador trong thời kỳ đó, tác phẩm đầu tiên của bà xuất hiện trên các tạp chí của Argentina (Mây hồng và Revista Argentina), Chile (Sự kiện và El Nacional), Uruguay (Chuyển tiếp), Cuba (Anh hùng và vũ trụ), Hoa Kỳ (Mỹ) và Tây Ban Nha (Tiếng nói Valencia).

## Tác phẩm được xuất bản
- Tôi tin tưởng vào bạn (Guayaquil, 1993)
- Tuyển tập người kể chuyện Ecuador (Quito, 1997)
- Tuyển tập truyện cơ bản Ecuador (Quito, 2001)